# Messor niloticus
Messor niloticus är en myrart som beskrevs av Santschi 1938. Messor niloticus ingår i släktet Messor och familjen myror. Inga underarter finns listade i Catalogue of Life.